# Pedro Caro y Sureda
Pedro Caro y Sureda (Palma de Mallorca, 2 oktober 1761 - Cartaxo, 23 januari 1811) was een Spaans generaal tijdens de Spaanse Onafhankelijkheidsoorlog.

## Biografie
Pedro Caro y Sureda werd op Palma de Mallorca geboren in een lokale adellijke familie. Hij studeerde in Frankrijk en na de dood van zijn vader kreeg hij een aanstelling bij de marine. Vervolgens studeerde hij aan de Universiteit van Salamanca. In zijn jeugd vocht hij mee tijdens de Amerikaanse Onafhankelijkheidsoorlog en in 1783 Pedro Caro hij deel aan de herovering van Minorca van de Britten en was hij ook betrokken bij de blokkade van Gibraltar.
In 1793 werd Pedro Caro kolonel van de cavalerie en vocht hij tegen de Fransen in de Eerste Coalitieoorlog. Negen jaar later werd hij benoemd tot kapitein-generaal van Catalonië. In 1807 werd Caro de aanvoerder van de Spaanse Divisie die onder Frans gezag in Hamburg en Denemarken zou dienen. Toen de Spaanse Onafhankelijkheidsoorlog uitbrak waren de Britten instaat om zijn divisie te laten ontsnappen en te verschepen naar Spanje.
Caro kwam aan in Galicië en ondersteunde aldaar het leger van John Moore. In 1810 werd hij benoemd in de centrale junta, maar in 1811 keerde hij terug in het leger. Hij stierf echter wel vrij plotseling bij de voorbereidingen voor het ontzet van Badajoz.